# Бенсио (граф Каркассона)
Бенсио (фр. Bencio, Bencion; умер в 908) — граф Каркассона и Разеса (906—908) из династии Беллонидов.

## Биография
Бенсио был старшим сыном правителя Каркассона и Разеса Олибы II, скончавшегося около 879 года. Так как Бенсио и его младший брат Акфред в это время были ещё несовершеннолетними, управление обоими графствами перешло к их дяде, графу Акфреду I. Исторические источники ничего не сообщают о жизни Бенсио до 906 года, когда после смерти своего дяди он получил власть над Каркассонским и Разеским графствами.
Правление Бенсио продолжалось, вероятно, немногим более двух лет. Он скончался не позднее 3 ноября 908 года. Это следует из хартии короля Западно-Франкского государства Карла III Простоватого, данной аббатству Лаграс, в которой подтверждалась сделанная ранее «светлой памяти Бенсио» передача этой обители некоторых каркассонских владений графа.
Неизвестно, был ли Бенсио женат и имел ли детей. Новым правителем Каркассона и Разе стал его младший брат Акфред II.